# إل كاراسكاليجو
بلدية إل كاراسكاليجو (بالإسبانية: El Carrascalejo)‏, هي إحدى بلديات مقاطعة بطليوس, التي تقع في منطقة إكستريمادورا, والتي تقع في غرب إسبانيا.
يبلغ عدد سكانها 75 نسمة وفقاً لإحصائية سنة (2002).